# Festival Internacional de Cine de Cannes de 1970
La 23.ª edición del Festival Internacional de Cine de Cannes se desarrolló entre el 3 y el 18 de mayo de 1970.La Palma de Oro fue otorgada a MASH de Robert Altman.  Ese año Robert Favre LeBret, el fundador del festival, decidió no incluir ninguna película soviética ni japonesa (sus banderas desaparecieron de la promenade de la Croisette). Según sus declaraciones, estaba cansado de los "espectáculos eslavos y de las películas japonesas de samurais". Los soviéticos retiraron del jurado a Sergei Obraztsov (jefe del teatro de marionetas de Moscú) y dejaron el jurado con tan solo ocho miembros.
El ganador del Premio Nobel de Literatura Miguel Ángel Asturias fue nombrado presidente del jurado. En aquella época servía como embajador de Guatemala en Francia. El festival se abrió con Las cosas de la vida, de Claude Sautet y se cerró con Le Bal du Comte d'Orgel, de Marc Allégret.

## Jurado

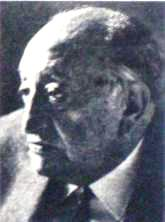
Miguel Ángel Asturias, presidente del jurado

Las siguientes personas fueron nominadas para formar parte del jurado de la competición principal en la edición de 1970:
- Miguel Ángel Asturias (Escritor y diplomático de Guatemala) Presidente
- Guglielmo Biraghi (crítico italiano)
- Kirk Douglas (actor estadounidense)
- Christine Gouze-Rénal (productor francés)
- Vojtěch Jasný (director checo)
- Félicien Marceau (guionista)
- Sergei Obraztsov (titiritero ruso) - Se retiró como protesta
- Karel Reisz (director británico)
- Volker Schlöndorff (director alemán)

Cortometrajes
- Fred Orain (productor)
- Jerzy Płażewski (crític polaco)
- Vincio Delleani

## Selección oficial
Las siguientes películas compitieron por la Palma de Oro:

### En competición – películas
- Azyllo Muito Louco de Nelson Pereira dos Santos
- The Buttercup Chain de Robert Ellis Miller
- Don Segundo Sombra de Manuel Antín
- Ha-Timhoni de Dan Wolman
- Élise ou la vraie vie de Michel Drach
- Magasiskola de István Gaál
- Ovoce stromu rajských jíme de Věra Chytilová
- Harry Munter de Kjell Grede
- Hoa-Binh de Raoul Coutard
- Investigación sobre un ciudadano libre de toda sospecha de Elio Petri
- Al-Ard de Youssef Chahine
- Paisaje después de la batalla de Andrzej Wajda
- Le dernier saut de Édouard Luntz
- Leo the Last de John Boorman
- ¡Vivan los novios! de Luis García Berlanga
- Malatesta de Peter Lilienthal
- MASH de Robert Altman
- Metello de Mauro Bolognini
- O Palácio dos Anjos de Walter Hugo Khouri
- El demonio de los celos de Ettore Scola
- Une si simple histoire de Abdellatif Ben Ammar
- TThe Strawberry Statement de Stuart Hagmann
- Tell Me That You Love Me, Junie Moon de Otto Preminger
- Les Choses de la vie de Claude Sautet
- I tulipani di Haarlem de Franco Brusati

## Películas fuera de competición
- Le Bal du Comte d'Orgel de Marc Allégret
- Mictlan o la casa de los que ya no son de Raúl Kamffer
- Le territoire des autres de Gérard Vienne, Jacqueline Lecompte, Michel Fano, François Bel
- They Shoot Horses, Don't They? de Sydney Pollack
- Tristana de Luis Buñuel
- The Virgin and the Gypsy de Christopher Miles
- Voyage Chez Les Vivants de Henry Brandt
- Woodstock de Michael Wadleigh

### Cortometrajes en competición
Los siguientes cortometrajes competían para la Palma de Oro al mejor cortometraje:
- A Day With the Boys de Volker Schlöndorff
- Comme Larrons En Foire de Edmond Freess
- El diablo sin dama de Eduardo Calcagno
- Et Salammbo? de Jean-Pierre Richard
- Gipsy Pentecost (The Feast of St. Sara) de Laurence Boulting
- Kaleidoski de Jacques Ertaud
- L'autre silence de Nestor Matsas
- Lumière de Paul Cohen
- Magic Machines de Bob Curtis
- Smrtici vone de Vaclav Bedrich
- The Epitaph de Gurucharan Singh
- Un temps pour la mémoire de Georges Pessis

## Secciones paralelas

### Semana Internacional de la Crítica
Las siguientes películas fueron elegidas para ser proyectadas en la Semana de la Crítica (9º Semaine de la Critique):
- Camarades de Marin Karmitz (Francia)
- Eloge du chiac de Michel Brault (Canadá)
- Kes de Ken Loach (Gran Bretaña)
- Misshandlingen de Lars Lennart Forsberg (Suecia)
- O cerco d'Antonio de Cunha Telles (Portugal)
- On voit bien que c’est pas toi de Christian Zarifian (Francia)
- Remparts d'argile de Jean-Louis Bertucelli (Francia, Argelia)
- Soleil Ô de Med Hondo (Mauritania, Francia)
- Les Voitures d'eau de Pierre Perrault (Canadá)
- Les Corneilles de Gohan Mihic, Ljubisa Kozomara (Yugoslavia)
- Warm in the bud de Rudolf Caringi (EE. UU.)
- Ice de Robert Kramer (EE. UU.)

### Quincena de Realizadores
Las siguientes películas fueron elegidas para ser proyectadas en la Quincena de Realizadores de 1971 (Quinzaine des Réalizateurs):
- A nous deux, France de Désiré Ecaré (Costa de Marfil, Francia)
- L'Araignée d'eau de Jean-Daniel Verhaeghe (Francia)
- Arthur Penn: Themes, Variants, Images & Words [doc.) de Robert Hughes (EE. UU.)
- Bhuvan Shome de Mrinal Sen (India)
- Caliche sangriento de Helvio Soto (Chile)
- I Cannibali de Liliana Cavani (Italia)
- La Chambre Blanche de Jean-Pierre Lefèbvre (Canadá)
- Cowards de Simon Nuchtern (EE. UU.)
- Des Christs par milliers de Philippe Arthuys (Francia)
- Détruisez-vous de Serge Bard (Francia)
- Dieu existe tous les dimanches de Henrik Stangerup (Dinamarca)
- Don Giovanni de Carmelo Bene (Italia)
- Eikka Katappa de Werner Schroeter (Alemania)
- End Of The Road de Aram Avakian (Francia)
- Entre tu et vous de Michel Brault, Gilles Groulx (Canadá)
- L'Escadron Volapük de René Gilson (Francia)
- L'Étrangleur de Paul Vecchiali (Francia)
- Auch Zwerge haben klein angefangen de Werner Herzog (Alemanya)
- Un Film de Sylvina Boissonnas (Francia)
- Fuoricampo de Peter Del Monte (Italia)
- Lisice de Krsto Papic (Iugoslàvia)
- La Hora de los niños de Arturo Ripstein (México)
- L'urlo de Tinto Brass (Italia)
- Os Herdeiros de Carlos Diegues (Brasil)
- James ou pas de Michel Soutter (Suiza)
- Jänken de Lars Forsberg (Suècia)
- Jutrzenka de Jaime Camino (España)
- Matou a Família e Foi ao Cinema de Júlio Bressane (Brasil)
- Macunaíma de Joaquim Pedro de Andrade (Brasil)
- A Married Couple (doc.) de Allan King (Canadá)
- Molo de Wojciech Solarz (Polonia)
- Mon amie Pierrette de Jean-Pierre Lefèbvre (Canadá)
- L'Odyssée du général José de Jorge Fraga (Cuba)
- L'Opium et le Bâton de Ahmed Rachedi (Argelia)
- Palaver de Emile Degelin (Bélgica)
- Paradise Now (doc.) de Sheldon Rochlin (Gran Bretaña)
- Portrait de Jérôme Hill (EE. UU.)
- Une Pulsation de Carlos Paez Vilaro, Gérard Levy-Clerc (França, Uruguai)
- Putney Swope de Robert Downey Sr. (EE. UU.)
- Q-Bec My Love de Jean-Pierre Lefèbvre (Canadá)
- Reason Over Passion de Joyce Wieland (Canadá)
- Reconstituirea de Lucian Pintilie (Rumanía)
- Le Révélateur de Philippe Garrel (Francia)
- Right On de Herbert Danska (EE. UU.)
- Ruchome Piaski de Wladislaw Slesicki (Polonia)
- School Play de Charles Rydell (EE. UU.)
- Som Natt Och Dag de Jonas Cornell (Suecia)
- Struktura Krysztaly de Krzystof Zanussi (Polonia)
- Ternos caçadores de Ruy Guerra (Panamá)
- Troupe d'élite, fleur de Marie de Oimel Mai (Alemania)
- Valparaiso, mi amor de Aldo Francia (Chile)
- Wie Ich ein Neger wurde de [[Roland Gall (Alemania)
- Le Vent d'est de Jean-Luc Godard (Italia)
- Les Yeux ne veulent pas en tout temps se fermer de Jean-Marie Straub, Danièle Huillet (Alemania)

Cortometrajes
- 20 September de Kurt Kren (Francia)
- Aaa de Dieter Meier (Francia)
- Ai Love de Takahiko Limura]] (Francia)
- All My Life de Bruce Baillie (EE. UU.)
- American Woman de Bruce E. Meintjies (EE. UU.)
- Back And Forth de Michael Snow (EE. UU.)
- Bartleby 1970 de Jean-Pierre Bastid (Francia)
- Béjart de Atahualpa Lichy (Francia)
- Berkeley de Patrick Reynolds (EE. UU.)
- Bliss de Gregory Markopoulos (Francia)
- Cosinus Alpha de Kurt Kren (Francia)
- Das Sonnenbad de Bernd Upnmoor (Alemania)
- David Perry d'Albie Thoms (Australia)
- Dimanche Après-midi de Stéphane Kurc (Francia)
- Disson. Zeitreih de Hans Peter Kochenrath (Francia)
- Eros, O Basil de Gregory Markopoulos (Francia)
- Faces de John Moore y Takahiko Limura (Francia)
- Fenstergucker de Kurt Kren (Francia)
- Film Oder Macht de Vlado Kristl(Francia)
- Georges Albert, Aventurier de Daniel Edinger (Francia)
- In The Void de Ronald Bijlsma (Países Bajos)
- It's So Peaceful de Fritz André Kracht (Francia)
- La Bergère En Colère de Francis Warin (Francia)
- La Cazadora Inconsciente de Rafael R. Balerdi (España)
- La Question ordinaire de Claude Miller (Francia)
- La Tête Froide de Patrick Hella (Bélgica)
- Labyrinthe de Piotr Kamler (Francia)
- Le Coo de Paul Dopff (Francia)
- Le Voyage De M. Guitton de Pascal Aubier (Francia)
- Les Trois Cousins de René Vautier (Francia)
- Manha Cinzenta de Olney A. Sau Paulo (Brasil)
- Mauern de Kurt Kren (Francia)
- Messages, Messages de Steven Arnold (EE. UU.)
- One More Time de Daniel Pommereulle (Francia)
- Papa und Mama de Kurt Kren (Francia)
- Park Rape de Jon Beckjord  (EE. UU.)
- Piece Mandala de Paul Sharits (Francia)
- Play 4 + 5 de Klaus Schönherr (Francia)
- Portrait D. Cor de Klaus Schönherr (Francia)
- Portraits de Gregory Markopoulos (Francia)
- S.W.B. de Gérard Pires (Francia)
- Scenes From de Stan Brakhage (Francia)
- Selbst Verst de Selbst Verst (Francia)
- Sodoma de Otto Muehl (Francia)
- Some Won't Go de Gil Toff (EE. UU.)
- Still Nacht de Hans Peter Kochenrath (Francia)
- Stock Exchange Transplant de Douglas Collins (EE. UU.)
- T.O.U.C.H.I.N.G. de Paul Sharits (Francia)
- Talla de Malcolm Le Grice (Francia)
- The Mechanical Man de Ronald Fritz (EE. UU.)
- Underground Explosion de Kurt Kren (Francia)
- Vite de Daniel Pommereulle (Francia)
- Work In Progress de W. Hein et G. Hein (Francia)
- Zelenka de Robert Rossen (EE. UU.)

## Palmarés

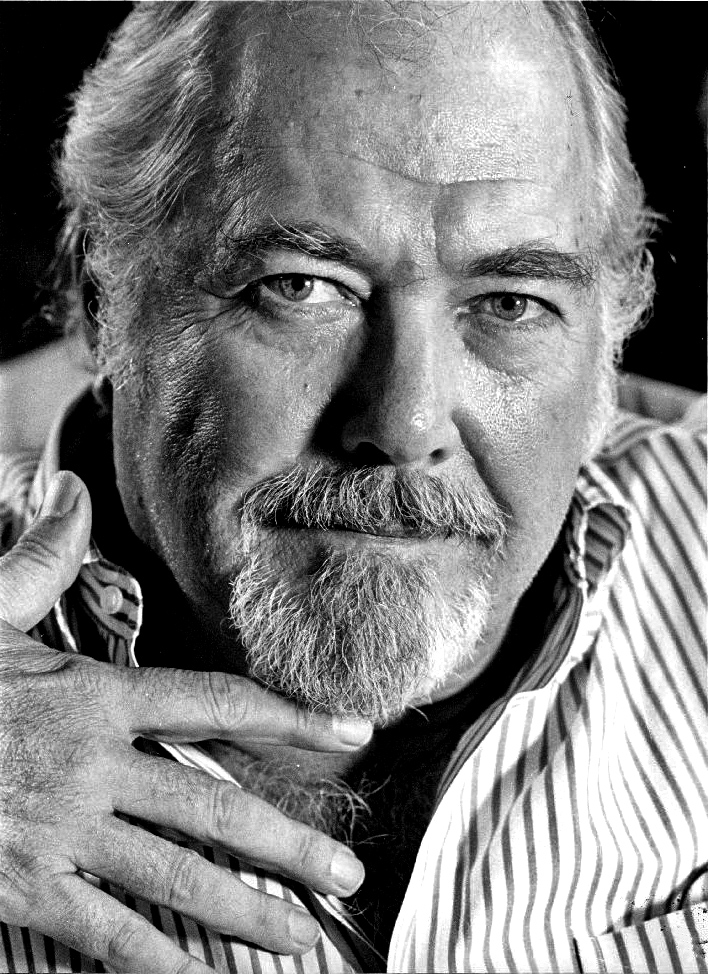
Robert Alman, ganador de la Palma de Oro

Los galardonados en las secciones oficiales de 1970 fueron:
- Grand Prix du Festival International du Film: MASH de Robert Altman
- Gran Premio del Jurado: Investigación sobre un ciudadano libre de toda sospecha) de Elio Petri
- Mejor director: John Boorman por Leo the Last
- Premio a la interpretación masculina: Marcello Mastroianni por El demonio de los celos
- Premio a la interpretación femenina: Ottavia Piccolo por Metello
- Premio del Jurado: 
  - Magasiskola, de István Gaál
  - The Strawberry Statement, de Stuart Hagmann
- Mejor primer trabajo: Hoa-Binh de Raoul Coutard
- Palma de Oro al mejor cortometraje: The Magic Machines de Bob Curtis
- Mención especial (o Premio del Jurado): Et Salammbo? de Jean-Pierre Richard

### Premios independentes
- Premios FIPRESCI[12]ː Investigación sobre un ciudadano libre de toda sospecha) de Elio Petri
- Gran Premio Técnico: Le Territoire des autres de François Bel

## Ceremonias
- Datos: Q897534